# (3418) Izvekov
(3418) Izvekov (1973 QZ1) – planetoida z pasa głównego asteroid okrążająca Słońce w ciągu 5,63 lat w średniej odległości 3,16 j.a. Odkryła ją Tamara Smirnowa 31 sierpnia 1973 roku.